# Jorge Aceves Ruiz
Jorge Aceves Ruiz (Tapachula, Chiapas, 12 de noviembre de 1929) es un médico cirujano, fisiólogo, investigador, catedrático y académico mexicano. Se ha especializado en el estudio de la fisiopatología de la enfermedad de Parkinson y la farmacología de la acción dopaminérgica.

## Estudios y docencia
Realizó la licenciatura en la Facultad de Medicina de la Universidad Nacional Autónoma de México (UNAM), en donde obtuvo el título de médico cirujano en 1957. En 1971 obtuvo un doctorado en Ciencias en el Centro de Investigación y de Estudios Avanzados del Instituto Politécnico Nacional (Cinvestav-IPN).
Fue coordinador de estudiantes y jefe del Departamento de Fisiología, Biofísica y Neurociencias del Cinvestav. Ha impartido cátedra en la UNAM y en el Instituto Nacional de Cardiología. Por otra parte, ha sido profesor invitado en las universidades de Buenos Aires, Cambridge y Emory.

## Investigador y académico
Desde 1964 inició su labor como investigador en el Departamento de Fisiología, Biofísica y Neurociencias del Cinvestav, del cual es investigador emérito desde 1997. Fue jefe del Departamento de Pruebas de Medicamentos del Instituto Mexicano del Seguro Social.  Es investigador emérito del Sistema Nacional de Investigadores (SIN) y miembro del Consejo Consultivo de Ciencias de la Presidencia de la República.
Entre sus líneas de investigación se encuentran el estudio de la organización funcional de los ganglios basales, la fisiopatología y los modelos experimentales de la enfermedad de Parkinson y la farmacología de la acción dopaminérgica. Ha comprobado a nivel experimentación, con ratas adultas, que las células madre se pueden transformar en dopaminéricas y que ayudan a restaurar la movilidad a los pacientes que sufren mal de Parkinson.

## Obras publicadas
Cuenta con más de 60 artículos publicados en revistas de investigación. Ha sido citado en más de 1500 ocasiones. Es coatuor de varios libros de texto. Entre los títulos de sus publicaciones se encuentran:
- “Reciprocal interaction between glutamate and dopamine in the pars reticulata of the rat susbantia nigra: a microdialysis study” en Neuroscience, volumen 80, en 1997.
- “Expression of dopamine receptors in the suthalamic nucleus of the rat: characterization using reverse transcriptase-polymerase chain reaction and autoradiography” en Neuroscience, volumen 91, en 1999.
- “Intrapallidal D2 dopamine receptors control globus pallidus neuron activity in the rat” en Neuroscience, volumen 300, en 2001.
- “Dopaminergic modulation of axon collaterals interconnecting spiny neurons of the rat striatum” en Neuroscience en 2003.

## Premios y distinciones
- Beca Rockefeller por la Fundación Rockefeller de 1961 a 1962.
- Beca Guggenheim por la John Simon Guggenheim Memorial Foundation de 1970 a 1971.
- Profesor e Investigador Emérito del Centro de Investigación y de Estudios Avanzados del Instituto Politécnico Nacional desde 1996.
- Investigador Emérito por del Sistema Nacional de Investigadores (SIN) del Consejo Nacional de Ciencia y Tecnología (Conacyt) desde 1997.
- Cátedra Patrimonial de Excelencia Nivel I por el SIN en 1998.
- Premio Nacional de Ciencias y Artes en el área de Ciencias Físico-Matemáticas y Naturales por la Secretaría de Educación Pública en 2000.